# Basil Takach
Basil Takach (ur. 27 października 1879 w Wuczkowem, zm. 13 maja 1948 w Pittsburghu) – karpatorusiński duchowny greckokatolicki, pierwszy biskup obrządku bizantyjsko-rusińskiego apostolskiego egzarchatu Stanów Zjednoczonych Ameryki (1924–1948), biskup tytularny Zela.

## Życiorys

### Zakarpacie
Takács Bazil (Bazyli Takacz, Wasyl Takacz) urodził się w 27 października 1879 r. w rusińskiej wsi Wuczkowe w austro-węgierskim komitacie Máramaros. Pochodził z greckokatolickiej rodziny o tradycjach kapłańskich – jego ojciec oraz wuj byli duchownymi. Osierocony w młodym wieku, był wychowywany i kształcony przez swojego wuja, kanonika Mikołaja Dolinaja. Po ukończeniu studiów w seminarium eparchialnym w Użhorodzie został wyświęcony na kapłana przez biskupa mukaczewskiego Julija Fircaka 14 grudnia 1902 r. jako celibatariusz. 
Pierwsze dziewięć lat pracy kapłańskiej spędził jako duszpasterz w parafiach komitatu Ugocsa (m.in. Łazy i Małyj Rakowieć). W 1911 r. został powołany do pracy administracyjnej: został kontrolerem banku eparchii mukaczewskiej i dyrektorem wydawnictwa „Unio”, zajmującego się drukowaniem większości rusińskich ksiąg liturgicznych i podręczników szkolnych. W 1912 r. został mianowany dyrektorem eparchialnego kolegium „Alumneum” oraz nauczycielem religii w eparchialnym kolegium nauczycielskim dla dziewcząt. Pod koniec I wojny światowej, w 1918 r., został mianowany ojcem duchownym w seminarium w Użhorodzie. Ojciec Takacz był prominentnym duchownym eparchii również jako członek sądu diecezjalnego ds. małżeńskich i konsultor diecezjalny. W tym czasie działał również na rzecz społeczności rusińskiej w nowej sytuacji  po upadku Austro-Węgier i włączenia Zakarpacia do Czechosłowacji.

### Ameryka
25 lutego 1924 r. 8 marca 1924 r. Stolica Apostolska ogłosiła ustanowienie w Stanach Zjednoczonych dwóch egzarchatów greckokatolickich: jednego dla duchowieństwa i wiernych karpatorusińskich (w tym pochodzenia węgierskiego, słowackiego i chorwackiego), a drugiego dla Ukraińców. Ks. Takacz został mianowany pierwszym egzarchą dla imigrantów karpatorusińskich 20 maja 1924 roku jako egzarcha apostolski z tytułem biskupa Zela. Święcenia biskupie przyjął wraz z Konstantynem Bohaczewskim w kościele św. Atanazego w Rzymie w uroczystość Zesłania Ducha Świętego, w niedzielę 15 czerwca 1924 r. Po przybyciu 13 sierpnia 1924 r. do USA na pokładzie statku RMS Mauretania. W Nowym Jorku został radośnie przyjęty przez wiernych, odprawił nabożeństwo dziękczynne w kościele św. Marii, a potem uczestniczył w bankiecie w Hotelu Pensylwania
Chociaż bulla papieska wskazywała Nowy Jork jako siedzibę egzarchatu, biskup Basil Takach tymczasowo rezydował Trenton, następnie na plebanii kościoła św. Jana w Uniontown do marca 1926 roku, kiedy to przeniósł swoją rezydencję biskupią do Munhall/Homestead (przedmieścia Pittsburgha) w Pensylwanii. Dzięki ofercie parafii św. Jana Chrzciciela w Munhall, która zapewniła grunty i wsparcie finansowe, zbudowano katedrę, rezydencję biskupią i siedzibę kurii, ukończoną w lutym 1926 r.
7 lutego 1925 roku biskup Takach ogłosił pierwsze nominacje do urzędów egzarchatu. W tym samym liście opublikował także kilka innych ważnych decyzji dotyczących administracyjnego ukształtowania diecezji. Pierwszym kanclerzem nowej kurii został ks. Theophile Zsatkovich z Trauger w stanie Pensylwania, natomiast ks. Julius Grigassy, proboszcz parafii św. Jana w Uniontown został sekretarzem biskupa i oficjałem.
W ramach reorganizacji terytorialnej biskup Takach utworzył trzynaście dekanatów, w tym w miastach: Nowy Jork, Jersey City, Filadelfia, Scranton, Pittsburgh, Cleveland, Chicago i in. Według pierwszego spisu parafii egzarchat liczył ok. 300 000 wiernych, w 155 parafiach i misjach, obsługiwanych przez 129 kapłanów . Za episkopatu Takacha siostry bazyliańskie założyły i prowadziły dziesięć szkół parafialnych oraz sześć szkół katechetycznych rozrzuconych po egzarchacie.

### Cum data fuerit
1 marca 1929 r. Kongregacja ds. Kościołów Wschodnich wydała dekret Cum data fuerit, który zabraniał żonatym księżom wyjeżdżania do Ameryki w celu opieki nad imigrantami ruskimi. Dekret potwierdził wcześniejsze stanowisko Watykanu (por. Ea Semper), że duchowieństwo greckokatolickie w Ameryce musi żyć w celibacie. 
Biskup Takach początkowo sprzeciwiał się temu dekretowi, jednak ostatecznie podporządkował się wymaganiom i nakazał jego przestrzeganie. W latach 30. XX w. niektórzy księża i świeccy rozpoczęli otwartą kampanię przeciwko niemu. W konflikt wciągnięto wiele parafii, co doprowadziło do licznych batalii prawnych o kontrolę nad majątkiem kościelnym. Konflikt doprowadził do rozłamu, który skutkował przejściem na prawosławie około 200 000 wiernych, co przyczyniło się do powstania w 1938 r. karpatoruską diecezję prawosławną w Ameryce. 

### Śmierć
Biskup Basil Takach kierował egzarchatem przez 24 lata. Zmarł w szpitalu po długiej chorobie nowotworowej 13 maja 1948 r. w Pittsburghu. Ceremonia pogrzebowa odbyła się w katedrze św. Jana w Munhall. Został pochowany na cmentarzu klasztoru Mount Saint Macrina w Uniontown. Jego następcą został Daniel Ivancho.